# بشار عالوه
بشار أبو بكر عمر عالوه (1970 -)، خطاط سعودي من المدينة المنورة.

## بدايته مع الخط
ينتمي لعائلة مدينية، عاش طفولته في دمشق، التقى بالخطاط الأستاذ محمد سعيد الهواري رحمه الله نتيجة لعلاقته بوالده فأخذ بيده لأولى خطوات الخط العربي، والتقى في بيت أستاذه كبار خطاطي سوريا بذلك الزمان، ثم لزم الأستاذ أحمد الباري قبل وبعد أن انتقلت عائله إلى المدينة المنورة.

## أساتذته
- الأستاذ محمود الهواري
- الخطاط الأستاذ أحمد الباري رحمه الله
- الأستاذ أحمد ضياء الدين رئيس لجنة التحكيم للمسابقة الدولية بتركيا.
- الدكتور عثمان طه كاتب المصحف
- الشيخ محمد بشير الإدلبي خطاط المسجد النبوي الشريف
- الدكتور عبد العزيز مصطفى دوملو
- الأستاذ عباس البغدادي

## اسهامات
- عضو مؤسس موقع شبكة المبدعين لفن الخط العربي على الإنترنت.
- عضو جمعية الخطاطين العراقيين.
- عضو مؤسس بالجمعية السعودية للخط العربي (خط).
- عضو مجلس إدارة الجمعية السعودية للخط العربي (خط).[1]
- معلم للخط العربي بمركز تنمية المهارات بالجامعة الإسلامية بالمدينة المنورة.[2]
- مستشار بفرع الجمعية السعودية للثقافة والفنون بالمدينة المنورة.

## المعارض والمسابقات التي شارك بها
- مشاركات مع الرئاسة العامة لرعاية الشباب (الهيئة العامة للرياضة حاليا).
- معرض الخط بين الأصالة والتشكيل بجدة 1424هـ.
- معرض مهرجان المدينة الأول 1425هـ.
- معرض مهرجان المدينة للتمور 1429هـ.
- معرض شبكة المبدعين الدولي الأول بإمارة الشارقة 1431هـ.
- معرض صيف أرامكو 1431هـ.
- احتفالات جامعة طيبة بمناسبة اليوم الوطني 1431هـ.
- الملتقى الدولي للخط العربي لاحتفالية دمشق عاصمة الثقافة العربية 2008م
- المسابقات الدولية بتركيا والإمارات العربية المتحدة.
- ملتقى مجمع الملك فهد لأشهر خطاطي المصحف الشريف في العالم، بالمدينة المنورة، 2011م
- معرض إحساس لون، بالمدينة المنورة، 2011م.[3]

## الجوائز
- جائزة المركز الثاني على مستوى المملكة عام 1424هـ بمسابقة الخط العربي.
- جائزة الاقتناء في معرض خطاطي وفناني المملكة العام في دورته الثانية عام 430هـ.
- جائزة المركز الأول على مستوى منطقة المدينة المنورة عام 1418هـ.

## مساهمات أخرى
- كتابة مصحف الشام الكبير.